# Pontiac Big Six
Der Pontiac Big Six war ein Auto der oberen Mittelklasse, das von 1929 bis 1932 von Pontiac, einer Marke von General Motors, gebaut wurde. Bis 1931 war der Nachfolger des New Series der einzige PKW der Marke, ab 1932 wurde ihm ein Achtzylindermodell zur Seite gestellt.
Als die Serie im Januar 1929 eingeführt wurde, nannte sie sich Pontiac New Big Six und hatte die Seriennummer 6-29. Im August 1929 wurde der Pontiac Big Six mit der Seriennummer 6-29A nachgeschoben. Im Januar 1930 erhielt dieser Big Six die neue Seriennummer 6-30B. 1930 gab es keine Zwischenserie, daher wurde als „Modell 1931“ der Pontiac Fine Six mit der Seriennummer 401 vorgestellt. Im August 1931 kam dann als „Modell 1932“ die Serie 402 (ohne Namen).

## Von Jahr zu Jahr

### 1929–1930
Der Nachfolger der New Series unterschied sich nicht allzu sehr von seinem Vorgänger. Vorbild für das Styling des neuen Wagens war der britische Vauxhall. Der Kühlergrill hatte nun einen vertikalen Chromstab in der Mitte. Das Angebot an Aufbauten entsprach dem Vorgängermodell und umfasste einen Roadster, ein Cabriolet, ein Coupé und eine Limousine mit jeweils 2 Türen und einen Phaeton, eine Limousine und eine Landaulet (in die die vorjährige „Sportlimousine“ wieder umbenannt wurde) mit jeweils 4 Türen. Der seitengesteuerte Reihensechszylindermotor war etwas vergrößert worden und schöpfte aus 3.277 cm³ eine Leistung von 60 bhp (44 kW) bei 3.000 min−1. Trockenkupplung, Dreiganggetriebe mit Mittelschaltung, Kardanwelle und mechanische Vierradbremsen gehörten zum Standard.
Der mitten im Modelljahr eingeführte Big Six 6-29A zeigte keine Änderungen, aber das Cabriolet und das Landaulet wurden nicht mehr angeboten.
Der Big Six des Modelljahres 1930 hatte einige Veränderungen zu bieten. Im Bereich der Spritzwand spannte sich ein verchromter Stab von linken Kotflügel über die Motorhaube zum rechten Kotflügel. Die Windschutzscheibe war leicht nach hinten geneigt und das Rückfenster der geschlossenen Aufbauten war oval anstatt rechteckig.

### 1931
1931 wurde der Big Six komplett überarbeitet und nannte sich nun Fine Six 401. Der Radstand wurde um 2″ länger und der nun komplett verchromte Kühlergrill erhielt eine leichte V-Form. Verchromt waren serienmäßig auch die Scheinwerfer, die auf einem nach oben gebogenen Chromstab vor dem Kühlergrill saßen. Roadster und Phaeton wurden aufgegeben; dafür gab es ein neues Cabriolet. Alle Modelle hatten nun Drahtspeichenräder anstatt der bisherigen Holzspeichenräder.

### 1932
Eine komplette Überarbeitung stand auch 1932 wieder an. Der Name entfiel komplett und der Sechszylinder nannte sich in seinem letzten Jahr nur noch Serie 402. Der Motor legte um 5 bhp zu und leistete nun 65 bhp (48 kW) bei 3.200 min−1. Der Radstand wuchs um weitere 2″ und das Dreiganggetriebe wurde synchronisiert. Der V-förmige Kühlergrill bekam senkrechte Chromstäbe und die 31 Kühllufteinlässe an jeder Seite der Motorhaube wichen je vier Kühlluftklappen.
Parallel wurde in diesem Jahr ein Achtzylindermodell angeboten, in dem Pontiac seine Zukunft sah. Für das Sechszylindermodell war es das letzte Jahr. Nachfolger sollten erst zwei Jahre später in Gestalt der Modelle Standard und Deluxe erscheinen.
In vier Jahren waren 363.260 Sechszylindermodelle gefertigt worden.

## Quelle
- Beverly R. Kimes, Henry A. Clark: Standard Catalog of American Cars 1805–1942. Krause Publications, Iola 1985, ISBN 0-87341-045-9.

Im Zeitraum von 1942 bis 1946 gab es aufgrund des Zweiten Weltkrieges nur eine eingeschränkte zivile Fahrzeugproduktion.